# Курулга
Курулга — село в Акшинском районе Забайкальского края России. Административный центр и единственный населённый пункт сельского поселения «Курулгинское».

## География
Село находится на юго-западе района, в долине реки Курулга (левый приток Онона), на расстоянии примерно 67 километров к юго-западу от села Акши.
Климат
Климат характеризуется как резко континентальный с продолжительной холодной зимой и сравнительно тёплым летом. Средняя температура воздуха самого холодного месяца (января) составляет −22,7 °C; средняя температура самого тёплого месяца (июля) — 38 °C. Среднегодовое количество атмосферных осадков составляет 350—410 мм. Большая часть осадков (до 85 %) выпадает в течение тёплого сезона. Продолжительность безморозного периода составляет от 85 до 100 дней в году.

## История
Основано в 1861 году.

## Население
| 1989 | 2002 | 2010 | 2012 | 2013 | 2014 |
| ---- | ---- | ---- | ---- | ---- | ---- |
| 501  | ↘370 | ↗383 | ↘370 | ↘353 | ↗356 |
| 2015 | 2016 | 2017 | 2018 | 2019 | 2020 |
| ↘352 | ↘347 | →347 | ↗349 | ↘344 | ↘343 |
| 2021 |      |      |      |      |      |
| ↗367 |      |      |      |      |      |

На 2007 год из 370 жителей	180 мужчин, 190 женщин.
Национальный состав
Согласно результатам переписи 2002 года, в национальной структуре населения составляли буряты 48 %, русские 45 % из 370 жителей.

## Инфраструктура
Основное занятие жителей — сельскохозяйственное производство в коллективных, фермерских личных подсобных хозяйствах.
В селе функционируют средняя общеобразовательная школа, детский сад, библиотека, фельдшерско-акушерский пункт и дом культуры.
Есть ВЛ «Курулга»

## Транспорт
Подъезд к с. Курулга длиной 14,0 км